# Cheimaditida
Il lago Cheimaditida (greco: Χειμαδίτιδα) si trova in Grecia nella Macedonia Occidentale, nella prefettura di Florina.

## Geografia
Il lago si trova in una zona pianeggiante dell'Eordia meridionale completamente circondata da montagne e colline calcaree: i monti Voras a nord-est, i monti Vermio a est e i monti Verno a ovest.
Il lago ha una superficie di circa 10,8 km² ed una profondità massima di 2,5 metri.
Una rete di canali, artificiali e naturali (dovuti alla natura carsica del sottosuolo) lo collegano con il lago Zazari a monte ed il lago Petron a valle.
Le città più vicine sono:
- Amyntaio a circa 10 km a nord-est;
- Ptolemaida a circa 15 km a sud-est.

Il Lago Cheimaditida con il vicino lago Zazari costituiscono un ecosistema di grande importanza. Per questo motivo l'area è stata definita Sito di Importanza Comunitaria (SIC) e fa parte della rete Natura 2000 con il codice GR1340008.